# Mei Xiwen
Mei Xiwen (梅锡文S, Méi xī wénP; Hubei, 8 ottobre 1982) è un giocatore di snooker cinese.

## Carriera
Mei Xiwen debutta in un torneo professionistico durante il China Open 2011, in cui il cinese perde subito nel turno delle wildcard contro Marcus Campbell. Vince il suo primo match all'English Open 2016, battendo Darryl Hill per 4-1, venendo poi eliminato dal connazionale Ding Junhui 4-0. Al Welsh Open 2017 si fa largo sconfiggendo alcuni dei più forti del Main Tour come Matthew Selt, Peter Ebdon e Mark Allen uscendo agli ottavi contro Robert Milkins. Mei raggiunge i quarti di finali in due edizioni dell'Haining Open (2017 e 2018) poi conquista il medesimo risultato per due volte nella stagione 2019-2020 (English Open e Shoot-Out). Nel primo di questi due, riesce a battere anche Yan Bingtao e Ronnie O'Sullivan al frame decisivo per 4-3, negli ottavi.

## Ranking[6]
| Stagione  | Ranking iniziale | Ranking finale |
| --------- | ---------------- | -------------- |
| 2009-2010 | Non classificato | 89             |
| 2016-2017 | Non classificato | 82             |
| 2017-2018 | 70               | 73             |
| 2018-2019 | Non classificato | 78             |
| 2019-2020 | 69               | 55             |
| 2020-2021 | 55               |                |